# Rega (wojsko)
Rega – polski mobilny system automatyzacji dowodzenia obroną przeciwlotniczą, od szczebla dowódcy baterii do drużyny. 

## Historia

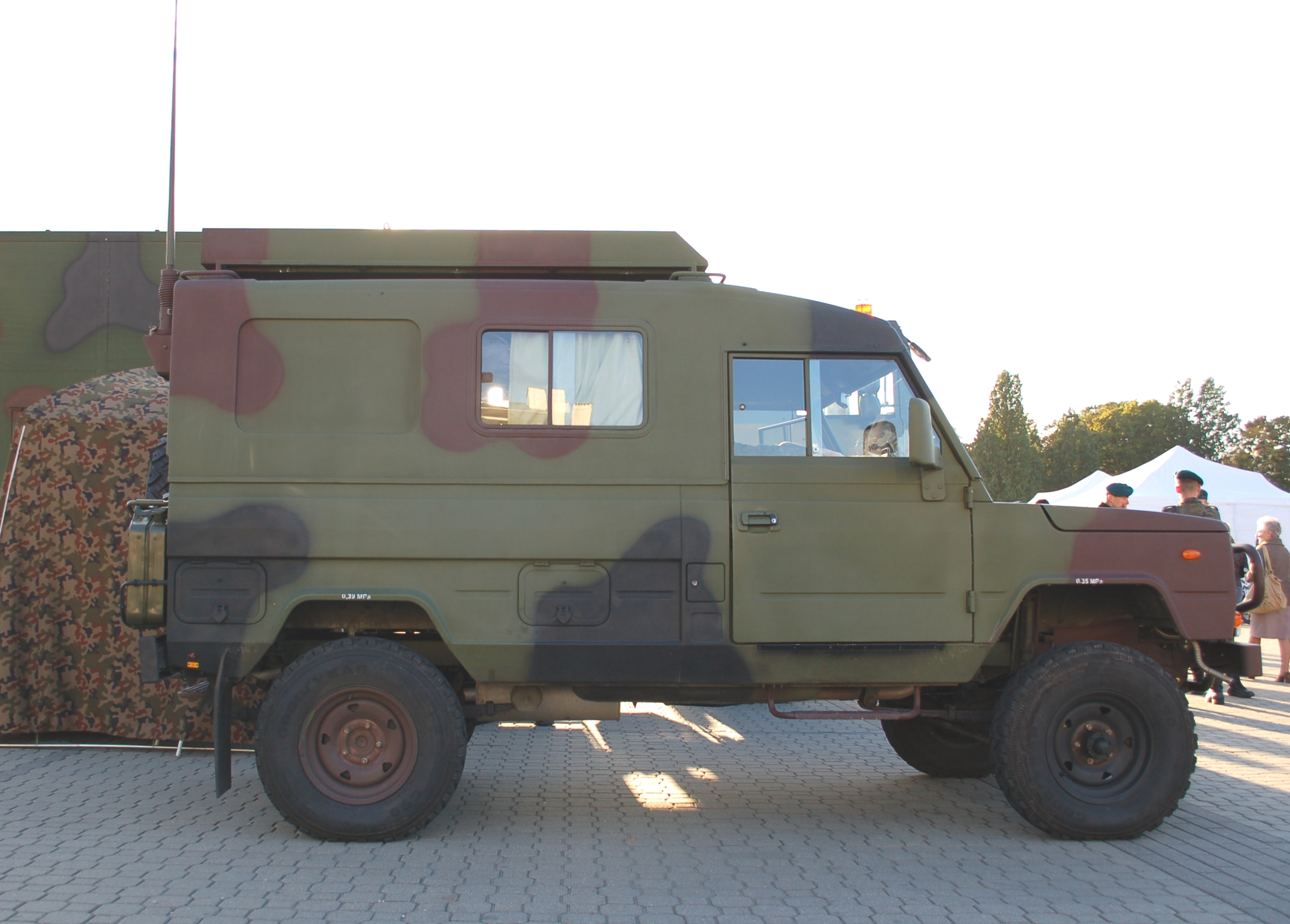
Wóz dowodzenia systemu Rega1

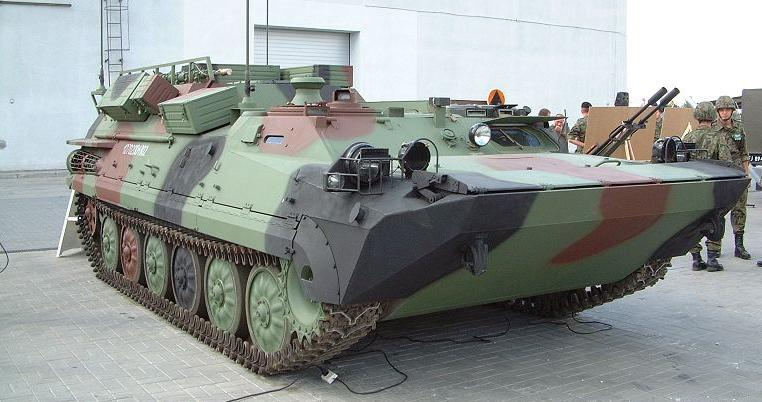
Wóz dowodzenia systemu Łowcza 3

Rozwój systemów automatyzacji dowodzenia i kierowania obroną przeciwlotniczą w Polsce, jest związany z PIT‑ Radwar S.A., a właściwie z Przemysłowym Instytutem Telekomunikacji (PIT), którego następcą jest Radwar S.A. Już w latach 60-tych XX wieku rozpoczęto tam prace nad pierwszymi, polskimi informatycznymi systemami wspomagania procesów dowodzenia i kierowania.
- gdy 12 marca 1999 Polska została przyjęta do NATO w kraju od roku 1998 eksploatowano system ASOC10, będący odpowiednikiem systemu NADGE używanego w państwach NATO, który zapewniał w pierwszych latach  wymianę informacji o sytuacji powietrznej z systemem obrony przeciwlotniczej NATO.
- w końcu lat 90 XX w. do OPL Wojsk Lądowych wdrożono system Rega, jako wieloszczeblowy mobilny system wspomagania dowodzenia, który zautomatyzował struktury dowodzenia obroną powietrzną. System po modyfikacjach eksploatowany jest do dziś[1][2].

## Charakterystyka
Rega tworzy system dowodzenia przeznaczony dla niższych taktycznych poziomów obrony przeciwlotniczej. System zapewnia precyzyjne wskazywanie celów powietrznych posiadanym środkom obrony. Składa się z czterech współpracujących modułów sprzętowo programowych, przeznaczonych dla dowódców; od szczebla baterii do drużyny włącznie. Pozwala to na pełne zobrazowanie sytuacji powietrznej i taktycznej dla bronionych obiektów czy terenu. 

### Elementy składowe systemu
Rega-1 wóz dowodzenia szczebla baterii przeciwlotniczej WD-2001. Zainstalowany system pozwala na dowodzenie baterią złożoną np. ze środków ogniowych: 9K33 Osa, 2K12 Kub, ZU-23-2, ZSU-23-4MP Biała. Przystosowany do współpracy z systemem dowodzenia Szafran (Łowcza), oraz radarami NUR-22 i NUR-21. Do zestawu należą: 
- pojazd bazowy (samochód terenowy),
- komputer,
- 3 radiostacje,
- łącznica i aparaty cyfrowe do łączności przewodowej,
- odbiornik GPS,

Funkcje: możliwość pracy autonomicznej lub w systemie scentralizowanym, kierowanie działaniami do 8 środków ogniowych, odbiór meldunków od poszczególnych jednostek ogniowych, komputerowo wspomagane wypracowanie decyzji i przydziału zadań zapewniających optymalne wykorzystanie posiadanych środków ogniowych - z opóźnieniem informacji nie większym niż 5 s. 
Rega-2 panel automatyzacji dowodzenia dla samobieżnych przeciwlotniczych zestawów artyleryjskich (np. ZSU-23-4MP Biała) i rakietowych (np. 9K33 Osa, 2K12 Kub). Do zestawu należą: 
- komputer,
- 2 radiostacje,
- odbiornik GPS,
- urządzenia łączności bezprzewodowej.

Funkcje: odbiór i zobrazowanie na ekranie informacji o sytuacji powietrznej, przesyłanie informacji o własnym położeniu, gotowości bojowej, ilości amunicji i rakiet do jednostki nadrzędnej, odbiór rozkazów zwalczania celów powietrznych i wysyłanie meldunków o rezultatach działań. 
Rega-3 panel automatyzacji dowodzenia dla dowódcy plutonu przeciwlotniczego wyposażonego w przewożone lub holowane przeciwlotnicze zestawy artyleryjskie np. (ZUR-23-2, ZUR-23-2SP Jodek), lub przenośne przeciwlotnicze zestawy rakietowe (np. PPZR Grom, Strzała-2). Do zestawu należą: 
- terminal wymiany danych,
- radiostacja plecakowa,
- radiostacja ręczna,
- pulpit łączności,
- odbiornik GPS,

Funkcje: odbiór i zobrazowanie na ekranie informacji o sytuacji powietrznej, położeniu podległych pododdziałów, wspomaganie procesu podejmowania decyzji o przydziale celów do zwalczania podległym pododdziałom (dowódcom drużyn), przekazywanie rozkazów i meldunków bojowych. 
Rega-4 panel automatyzacji dowodzenia dla dowódców drużyn, przeciwlotniczych zestawów artyleryjskich, holowanych i przewożonych, oraz przenośnych zestawów rakietowych. Do zestawu należą:
- terminal wymiany danych,
- radiostacja,
- odbiornik GPS,

Funkcje: odbiór informacji o sytuacji powietrznej i rozkazów do zwalczania celów z zestawu Rega-3, wyświetlanie informacji o celach wskazanych do zwalczenia, zobrazowanie tras innych celów w rejonie działania, przesyłanie do dowódcy plutonu informacji o położeniu własnym i gotowości bojowej, oraz meldunków o rezultatach działań.

## Modernizacja
W 2020 Siły Zbrojne RP poinformowały, o planowanej modernizacji w najbliższych latach używanego systemu dowodzenia obroną przeciwlotniczą Rega. Ma zostać przystosowany do współpracy z nowoczesnymi rozwiązaniami używanymi aktualnie w NATO. Modernizacja systemu miała by obejmować nie tylko jego teleinformatyczną część, lecz również pojazdy na których system jest obecnie zainstalowany. O tym, jakie ulepszenia oferuje przemysł, wojsko rozmawia z trzema firmami: PIT-Radwar S.A., Teldat Sp. z o.o. i Leonardo S.p.A.. Na chwilę obecną brak informacji o przeprowadzeniu przetargu na modernizację.